# Samira Wiley
Samira Denise Wiley (Washington, 1987. április 15. –) Primetime Emmy-díjas amerikai színésznő. 
Leginkább televíziós sorozatokban vállal szerepléseket. Egyik legismertebb alakítása 2013 és 2019 között Poussey Washington volt a Netflix Narancs az új fekete című vígjáték-drámasorozatában. 2017 óta Moiraként látható a Hulu A szolgálólány meséje című drámasorozatában. Több jelölés mellett 2018-ban egy Primetime Emmy-díjat nyert a szereppel.
Feltűnt A bébisintér (2011), az Idegpálya (2016), a Detroit (2017) és a Káoszbrigád (2018) című filmekben.

## Magánélete
2016. október 4-én jelentette be, hogy eljegyezték egymást a Narancs az új fekete írónőjével, Lauren Morellivel. 2017. március 25-én házasodtak össze. Morelli 2021. április 11-én adott életet első gyermeküknek, egy George Elizabeth nevű kislánynak.

## Filmográfia

### Film
| Év   | Magyar cím          | Eredeti cím                  | Szerep            | Magyar hang     |
| ---- | ------------------- | ---------------------------- | ----------------- | --------------- |
| 2011 | A bébisintér        | The Sitter                   | Tina              | Náray Erika     |
| 2012 | Mocsokváros utcáin  | Being Flynn                  | Asha              |                 |
| 2014 | Foszd ki a maffiát! | Rob the Mob                  | Annie Bell ügynök |                 |
| 2016 | Idegpálya           | Nerve                        | Hacker királynő   | Bánfalvi Eszter |
| 2016 |                     | 37                           | Joyce Smith       |                 |
| 2017 | Detroit             | Detroit                      | Vanessa           |                 |
| 2018 | Káoszbrigád         | Social Animals               | Lana              |                 |
| 2019 |                     | Vault                        | Karyn             |                 |
| 2021 |                     | Breaking News in Yuba County | Jonelle           |                 |

### Televízió
| Év        | Magyar cím                               | Eredeti cím                             | Szerep                 | Megjegyzések                                              |
| --------- | ---------------------------------------- | --------------------------------------- | ---------------------- | --------------------------------------------------------- |
| 2011      | Felejthetetlen                           | Unforgettable                           | Gina                   | 2 epizód                                                  |
| 2012      | A célszemély                             | Person of Interest                      | nővér                  | 1 epizód                                                  |
| 2013–2019 | Narancs az új fekete                     | Orange Is the New Black                 | Poussey Washington     | - főszereplő (3-4. évad) - vendégszereplő (5. és 7. évad) |
| 2015      | Esküdt ellenségek: Különleges ügyosztály | Law & Order: Special Victims Unit       | Michelle               | 1 epizód                                                  |
| 2016      | A nagy fogás                             | The Catch                               | Nia Brooks százados    | 1 epizód                                                  |
| 2016      | Playback párbaj                          | Lip Sync Battle                         | önmaga                 | 1 epizód (Samira Wiley vs. Laverne Cox)                   |
| 2016–2019 | Gázos páros                              | You're the Worst                        | Justina Jordan         | 6 epizód                                                  |
| 2017      | John Oliver-show az elmúlt hét híreiről  | Last Week Tonight with John Oliver      | törvényszéki tudós     | 1 epizód                                                  |
| 2017–2025 | A szolgálólány meséje                    | The Handmaid's Tale                     | Moira Strand           | - főszereplő - magyar hangja: - Pap Kati                  |
| 2017–2019 |                                          | Ryan Hansen Solves Crimes on Television | Jessica Mathers        | 10 epizód                                                 |
| 2018–2021 | Van rá magyarázat                        | Explained                               | narrátor               | 2 epizód                                                  |
| 2019      | Tömény történelem                        | Drunk History                           | Bessie Coleman         | 1 epizód                                                  |
| 2019      |                                          | Love, Death & Robots                    | Colby hadnagy (hangja) | 1 epizód                                                  |
| 2019      | Will és Grace                            | Will & Grace                            | Nikki                  | 3 epizód                                                  |
| 2020      | Éjszaka a Földön                         | Night on Earth                          | narrátor               | 6 epizód                                                  |
| 2020      |                                          | Equal                                   | Lorraine Hansberry     | 1 epizód                                                  |
| 2021–2022 |                                          | Blade Runner: Black Lotus               | Alani Davis (hangja)   | 10 epizód                                                 |

## Fontosabb díjak és jelölések
| Díj                     | Kategória                                 | Év   | Jelölt mű             | Eredmény |
| ----------------------- | ----------------------------------------- | ---- | --------------------- | -------- |
| Screen Actors Guild-díj | legjobb szereplőgárda (vígjátéksorozat)   | 2014 | Narancs az új fekete  | Elnyerte |
| Screen Actors Guild-díj | legjobb szereplőgárda (vígjátéksorozat)   | 2015 | Narancs az új fekete  | Elnyerte |
| Screen Actors Guild-díj | legjobb szereplőgárda (vígjátéksorozat)   | 2016 | Narancs az új fekete  | Elnyerte |
| Screen Actors Guild-díj | legjobb szereplőgárda (drámasorozat)      | 2018 | A szolgálólány meséje | Jelölve  |
| Screen Actors Guild-díj | legjobb szereplőgárda (drámasorozat)      | 2019 | A szolgálólány meséje | Jelölve  |
| Screen Actors Guild-díj | legjobb szereplőgárda (drámasorozat)      | 2021 | A szolgálólány meséje | Jelölve  |
| Primetime Emmy-díj      | legjobb női mellékszereplő (drámasorozat) | 2017 | A szolgálólány meséje | Jelölve  |
| Primetime Emmy-díj      | legjobb vendégszínésznő (drámasorozat)    | 2018 | A szolgálólány meséje | Elnyerte |
| Primetime Emmy-díj      | legjobb női mellékszereplő (drámasorozat) | 2020 | A szolgálólány meséje | Jelölve  |
| Primetime Emmy-díj      | legjobb női mellékszereplő (drámasorozat) | 2021 | A szolgálólány meséje | Jelölve  |

## Fordítás
- Ez a szócikk részben vagy egészben  a   Samira Wiley című angol Wikipédia-szócikk ezen változatának fordításán alapul.  Az eredeti cikk szerkesztőit annak laptörténete sorolja fel. Ez a jelzés csupán a megfogalmazás eredetét és a szerzői jogokat jelzi, nem szolgál a cikkben szereplő információk forrásmegjelöléseként.